# Alexander Schleicher AS 35 Mi
Dimensions
L'AS 35 Mi est un motoplaneur monoplace de classe libre conçu par Alexander Schleicher, propulsé par un moteur Austro Engine IAE50R rotatif de type Wankel, en développement.

## Conception et développement
L'AS 35 est le successeur de l'ASH 31, avec la même motorisation, mais une nouvelle aile optimisée à 20 mètres d'envergure et une charge alaire accrue, pouvant atteindre 62 kg/m² à une masse maximum au décollage de 730 kg. 
Comme l'ASH 31, il peut disposer de bout d'ailes réduisant l'envergure à 18 m pour concourir en classe FAI 18 mètres. 